# Тимофеева, Тамара Яковлевна
Тамара Яковлевна Тимофеева (3 июля 1904, Шаховка, Тамбовская область — 29 сентября 1995, Санкт-Петербург) — советская и российская актриса театра, кино и дубляжа.

## Биография
Родилась 3 июля 1904 года в деревне Шаховка Тамбовской губернии.
В 1921 году начала работать делопроизводителем штаба бронеполевых сил Тамбовского округа, позже стала актрисой. Служила в Саратовском госцирке, в Саратовском городском театре, в Ленинградском пеонерском ТРАМе, в Костромском городском театре и в городском театре Уфы.
В 1938 году была приговорена и арестована к восьми годам исправительно-трудовых лагерей из-за того, что являлась членом семьи и была замужем за изменником родины. Именно эта причина и послужила аресту Тимофеевой, а в 1946 году была освобождена. После освобождения продолжила деятельность артистки. Играла в малых провинциальных театрах, но 1958 год стал для Тимофеевой знаковым, она была принята директором в актёрский штат студии Ленфильм по причине того, что сам директор был знаком с мужем Тимофеевой. С 1958 года началась её крупная кинематографическая карьера. Снялась во многих советских фильмах, сыграла много театральных ролей.
Ушла из жизни 29 сентября 1995 года в Санкт-Петербурге в возрасте 91-го года. Урна с прахом была захоронена в колумбарии Санкт-Петербургского крематория.

## Личная жизнь
Муж — Владимир Владимирович Тимофеев. Поженились они во второй половине 20-х годов. Служил в армии, являлся членом компартии. Затем занимал ряд руководящих постов: был первым директором кинофабрики Совкино, директором оптико-механического завода, директором трубочного четвёртого завода имени М. И. Калинина. Был арестован 1 мая 1937 года. Вместе с другими руководителями завода стал обвинённым в «создании на заводе троцкистско-террористической организации, передававшей германским разведорганам шпионские сведения о производственной деятельности предприятия и проводившей вредительскую работу». 26 февраля 1938 года приговорён выездной сессией Военной коллегии Верховного суда СССР в Ленинграде по статьям 58-7, 58-8, 58-11 УК РСФСР к ВМН. Расстрелян 27 февраля 1938 года. Реабилитирован в 1956 году.

## Творчество

### Фильмография
- 1959 — В твоих руках жизнь — неизвестный эпизод
- 1959 — Либерал (короткометражный) — дама из высшего общества
- 1960 — Анафема (короткометражный) — мещанка
- 1960 — Дама с собачкой — гостья в гостиной
- 1960 — Ребята с Канонерского — домохозяйка
- 1960 — Человек с будущим — больничная медсестра
- 1960 — Чужая беда — Елесичева
- 1961 — На нас смотрят дети (короткометражный) — неизвестный эпизод
- 1963 — Мандат — мешочница
- 1963 — Родная кровь — завклубом
- 1964 — Армия Трясогузки — моняшка (монашка)
- 1965 — Заговор послов — посетительница ресторана
- 1965 — Третья молодость — костюмерша
- 1967 — Зимнее утро — Анна Васильевна; управдом
- 1966 — Не забудь… станция Луговая — эвакуированная
- 1969 — Далеко до апреля (короткометражный) — бабушка
- 1969 — Красная палатка — женщина в толпе провожающих
- 1969 — Такая длинная, длинная дорога… — Анна Сергеевна
- 1971 — Холодно-горячо — соседка
- 1972 — Дом на Фонтанке — Фрося
- 1972 — Последние дни Помпеи — зрительница
- 1973 — Открытая книга (вторая серия) — старушка, слушающая радиосводку
- 1973 — Парашюты на деревьях — старая немка
- 1974 — Сержант милиции — Екатерина Сергеевна Дерстуганова; учительница, соседка Петуховых
- 1975 — Звезда пленительного счастья — глухая нянька
- 1976 — Житейское дело (киноальманах; первый фильм) — жительница села
- 1977 — Ждите меня, острова! — неизвестный эпизод
- 1977 — Сумка инкассатора — понятая
- 1979 — Открытая книга (восьмая серия) — старушка-домработница
- 1980 — Лючия ди Ламмермур — старуха
- 1980 — Родила меня мать счастливым… — бабка
- 1981 — Предел возможного (фильм-спектакль) — неизвестный эпизод
- 1982 — Солнечный ветер — бабушка Мити
- 1983 — Обрыв — Василиса
- 1983 — Я тебя никогда не забуду — продавщица яблок
- 1984 — За ночью день идёт — учительница Якова
- 1985 — Простая смерть… — няня
- 1986 — Кто войдёт в последний вагон — Тамара Яковлевна
- 1986 — Последняя дорога — прислуга Пушкиных
- 1986 — Степная эскадрилья — бабушка Антонина
- 1986—1988 — Жизнь Клима Самгина — тётя Тася
- 1987 — Виктория — неизвестный эпизод
- 1987 — На своей земле — баба Катя
- 1988 — Брат, найди брата! — баба Таня
- 1988 — Серая мышь — Кланя Шестерня
- 1988 — Во бору брусника (вторая серия) — Варвара в старости
- 1989 — Из жизни Фёдора Кузькина — мать Андрюши
- 1989 — Оно — неизвестный эпизод
- 1989 — Похищение чародея — служанка князя Вячко
- 1989 — Рычаги (короткометражный) — неизвестный эпизод
- 1989 — То мужчина, тоже женщина — знатная дама
- 1990 — Адвокат — любопытная соседка
- 1990 — Круг второй — неизвестный эпизод
- 1991 — Дом на песке — неизвестный эпизод
- 1992 — Отражение в зеркале — мать актрисы
- 1993 — Окно в Париж — Мария Олеговна
- 1993 — Счастливый неудачник — бабуся искавшая базар
- 1993 — Хромые внедут первыми — мать Майка
- 1995 — Экспресс до Пекина — старушка у посольства

### Озвучивание
- 1958 — Индюки (СССР)
- 1958 — Лавка господина Линя — тётушка Чжу (Китай)
- 1958 — Молодой мельник (Финляндия)
- 1958 — Они знали друг друга — фрау Освальд (ГДР)
- 1959 — Повсюду весна — тётушка Лю (Китай)
- 1960 — Хитрый Пётр — Йордана (Болгария)
- 1961 — Друг песни — Мари (СССР)
- 1961 — Обманутые (СССР)
- 1961 — Парни одной деревни — Маали (СССР)
- 1961 — Под страхом измены — Док Не (Северная Корея)
- 1962, 1963 — Горные мстители (Чехословакия)
- 1973 — Ключи от города — Калниниене (СССР)
- 1978 — Каныбек — Супахан (СССР)

## Оценочные мнения
Киновед Алексей Тремасов рассказал о том, что чем старше становилась Тимофеева, тем была более востребованной в свои годы.
Играла чаще всего древних старух, сварливых бабулек, которые получались у неё яркими и запоминающимися.